# 原生动物学
原生动物学（Protozoology）是一门研究原生动物的学科，即研究原生生物类似动物行为的学科。随着真核生物进化论研究的深入，这一术语已经过时。